# 890
890 (осемстотин и деветдесета) година по юлианския календар е невисокосна година, започваща в четвъртък. Това е 890-а година от новата ера, 890-а година от първото хилядолетие, 90-а година от 9 век, 10-а година от 9-о десетилетие на 9 век, 1-вата година от 890-те години.

## Родени
- Олга Киевска, майка на княз Светослав I.